# Rebbetzin
Ne doit pas être confondu avec Rahbani, Rahmani ou Rabbani.
Une rebbetzin (רביצין) en yiddish ou rabbanit (רַבָּנִית) en hébreu, est l'épouse d'un rabbin ou, dans le milieu hassidique, l'épouse d'un rebbe. Le titre de rabbine est associé à une reconnaissance sociale : celle qui le porte est perçue comme importante en raison de son rang, mais aussi en raison des activités qu'elle mène pour le bien de sa communauté.
Au Québec, le vocable français rabbine est polysémique : en plus de désigner l'épouse d'un rabbin, il peut y être employé pour désigner une femme rabbin.

## Liste de rabbines notoires
- Esther Farbstein
- Antoinette Feuerwerker
- Amélie Jakobovits
- Esther Jungreis
- Chaya Lau
- Sara Schlesinger
- Chana Schneerson
- Chaya Mushka Schneerson
- Nechama Dina Schneersohn
- Rivka Wolbe